# Deutsch-reformierte Kirche (Magdeburg)

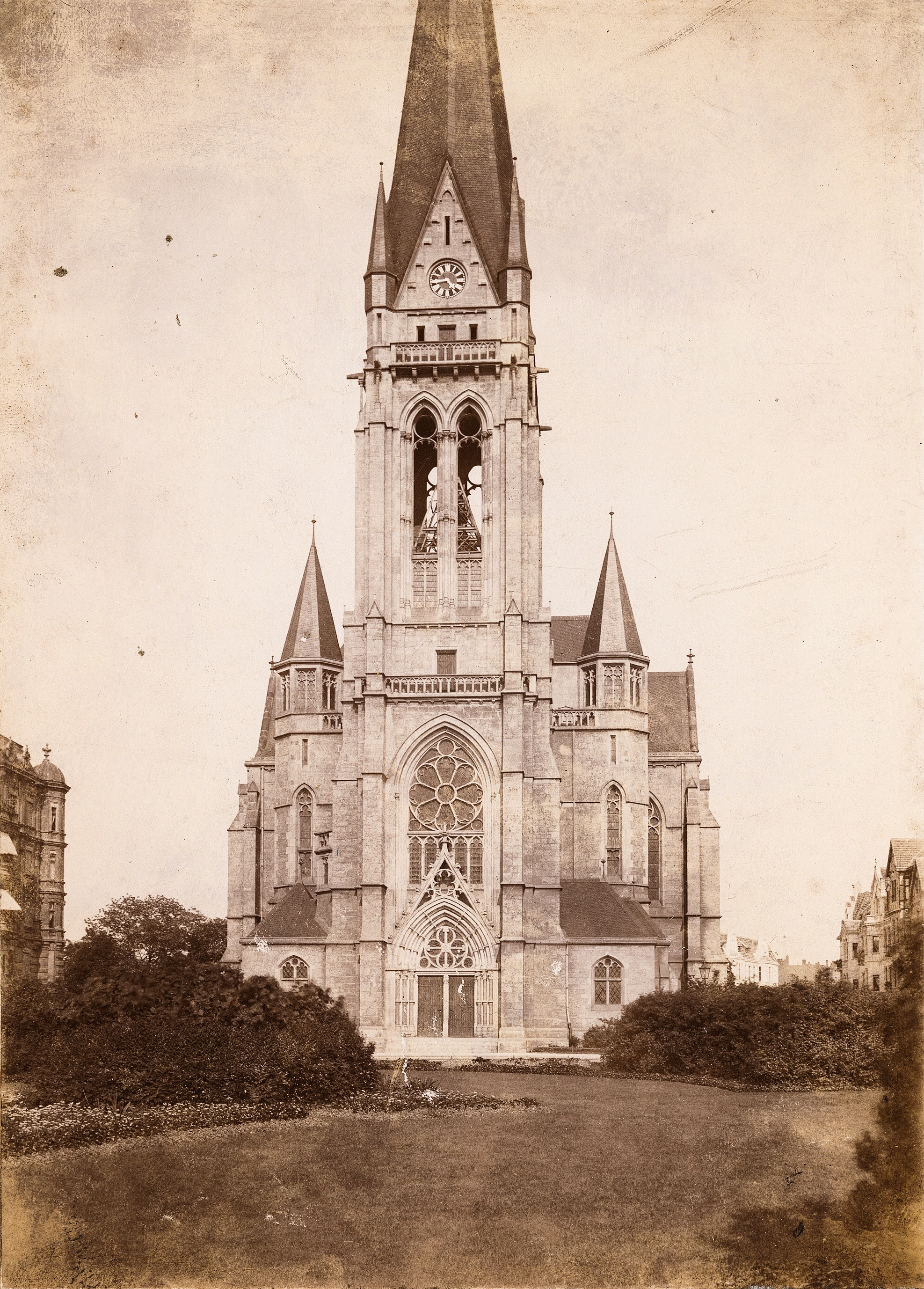
Deutsch-reformierte Kirche

Die Deutsch-Reformierte Kirche war ein Kirchengebäude in Magdeburg in Sachsen-Anhalt am Kaiser-Otto-Ring, heute Ecke Lüneburger Straße/Henning-von-Tresckow-Straße.

## Vorgeschichte
Im Erzstift Magdeburg war im 16. Jahrhundert die lutherische Reformation eingeführt worden; diesem Bekenntnis gehörte in den folgenden Jahrhunderten die große Mehrheit der Bevölkerung an. Durch Zuwanderung aus den Niederlanden und dem Westen Deutschlands bildeten sich in den Städten auch kleine reformierte (calvinische) Gemeinden.
1680 kam das Gebiet des Erzstifts endgültig an Brandenburg-Preußen, dessen Herrscherhaus seit 1613 calvinisch war. Das bedeutete für die reformierte Minderheit – in Magdeburg die „wallonische“ (französischsprachige) und die „deutsche“ – eine gesellschaftliche Aufwertung und das Heraustreten aus der Verborgenheit. Die wallonisch-reformierte Gemeinde erhielt 1690/94 die ehemalige Augustiner-Klosterkirche, jetzt Wallonerkirche genannt. Für die deutsch-reformierte Gemeinde wurde ab 1693 die 1631 ausgebrannte ehemalige Dominikanerkirche St. Pauli am Breiten Weg wiederhergestellt, 1698 übergeben und 1700 eingeweiht.
Friedrich Wilhelm von Steuben und Karl Friedrich Friesen wurden hier getauft. Die 1821 neu geweihte Kirche wurde 1890 an die Post verkauft, die sie 1895 für die geplante neue Zentralpost abriss. Ein Eingangsportal der Kirche steht heute vor dem Roncallihaus.

## Geschichte
Die Grundsteinlegung der neuen deutsch-reformierten Kirche erfolgte am 10. Juli 1896. Sie entstand nach einem Entwurf des Düsseldorfer Architekten Leo von Abbema, der aus einem 1895 durchgeführten Architektenwettbewerb hervorgegangen war. Die Bauleitung hatte Stadtbauinspektor Emil Jaehn. Wegen des großen Andrangs mussten zur Einweihung am 31. Januar 1899 Eintrittskarten ausgegeben werden.
Die in Sandstein gearbeitete neugotische Kirche war bis zum Dachfirst 28,5 m hoch, bis zur Turmspitze 72 m. Sie war 43 m lang und 30,5 m breit; der Gewölbescheitel lag in der Mitte in 21 m Höhe, unter den Emporen in 4,5 m Höhe, die Oberkante der Emporenbrüstung in 5,5 m Höhe. Die diagonale Spannweite der Gewölbe betrug 18 m, Breite und Tiefe des Schiffs 25 m.
Die Emporenbrüstung umschloss in einem konzentrischen Zwölfeck den Innenraum, über den sich die Gewölbekuppel frei erhob. Die breite Westempore bot Raum für Chor bzw. Orchester. Sie war mit drei großen farbigen mit Blumenornamenten verzierten Fenstern ausgestattet. In der Hauptachse lagen der Abendmahlstisch, die in Marmor ausgeführte Kanzel und die Orgel. Im Westturm befand sich das Hauptportal, außerdem gab es fünf Seiteneingänge.
Neben den konzentrischen Bankreihen auf der Westempore gruppierten sich auf der Nord- und Südempore vermietete Familienlogen. Ein von Jaehn entworfener Kronleuchter symbolisierte das himmlische Jerusalem mit seinen zwölf Toren.
Die Orgel wurde von Wilhelm Rühlmann 1899 erbaut und besaß drei Manuale und 37 Register.

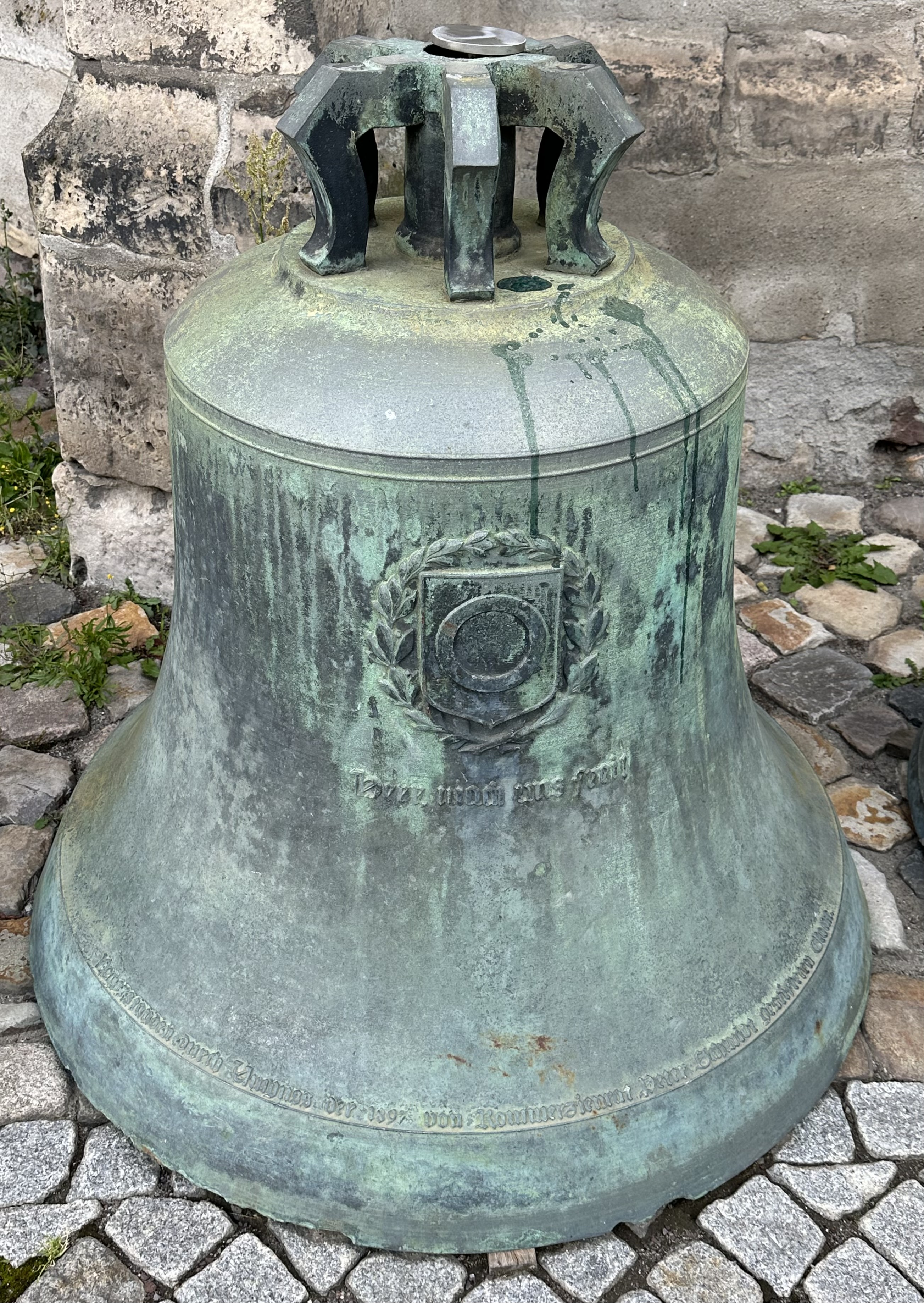
Glocke Hoffnung, 2024

1897 erhielt die Kirche drei von Kommerzienrat Peter Schmidt gestiftete Glocken mit den Namen Glaube, Liebe und Hoffnung. 1917 wurden die zwei größten Glocken für Rüstungszwecke eingeschmolzen. Am 20. Oktober 1929 konnte das Geläut – als Geschenk der Gebrüder Adolf, Heinrich, Johannes und Fritz Mittag – wieder vervollständigt werden. Erneut wurden die großen Glocken 1940 eingeschmolzen. Die 1929 umgegossene Glocke Hoffnung blieb jedoch erhalten. Sie befindet sich unter den Glocken auf dem Johanniskirchhof in Magdeburg.
Die Kirche wurde beim Luftangriff auf Magdeburg am 16. Januar 1945 schwer beschädigt und nicht wiederaufgebaut. 1955 wurde ihre Ruine abgetragen, wobei etliche Steine zum Bau von St. Andreas im Magdeburger Stadtteil Cracauer genutzt wurden.